# Anomalepididae
Anomalepididae är en familj av ormar som ingår i ordningen fjällbärande kräldjur. Det svenska trivialnamnet primitiva maskormar förekommer för familjen.
Enligt Catalogue of Life omfattar familjen Anomalepididae 17 arter och enligt The Reptile Database 18 arter. 
Primitiva maskormar är de minsta ormarna i världen och de förekommer i Central- och Sydamerika från Nicaragua till Paraguay, Uruguay och norra Argentina. Tillhörande arter har släta och glänsande fjäll och en kort svans. Kroppsfärgen är allmänt svart- eller brunaktig och några familjemedlemmar har ett vitt eller gult huvud. Det finns arter som har två tänder i överkäken och andra arter som saknar tänder. Ögon förekommer bara rudimentärt.
Släkten enligt Catalogue of Life:
- Anomalepis
- Helminthophis
- Liotyphlops
- Typhlophis